# Dipoena puertoricensis
Dipoena puertoricensis là một loài nhện trong họ Theridiidae.
Loài này thuộc chi Dipoena. Dipoena puertoricensis được Herbert Walter Levi miêu tả năm 1963.